# Dudley Clarke
Dudley Clarke (Johannesburgo, Sudáfrica; 27 de abril de 1899 - Londres, Reino Unido; 7 de mayo de 1974) fue un oficial en la armada británica. Es conocido por ser un pionero en sus tácticas de desinformación o «engaño militar» durante la Segunda Guerra Mundial. Sus ideas de: órdenes ficticias de Batalla, agentes dobles y engaño visual, ayudaron definitivamente a los aliados.

## Biografía
Clarke nació en Johannesburgo el 27 de abril de 1899. Su padre, Ernest Clarke, creció en Kingston upon Hull y se trasladó a Sudáfrica a finales del siglo XIX, donde se vio envuelto en la redada de Jameson. Ernest consiguió evitar la cárcel por su participación en la redada y, a través de un cómplice, obtuvo un empleo en una empresa minera de oro. Una vez establecido, Ernest se casó con Madeline Gardiner, y poco después nació Dudley. Durante la segunda guerra bóer, la familia Clarke quedó atrapada en el asedio de Ladysmith. Aunque era un bebé en el momento del asedio, Clarke intentó más tarde reclamar una medalla de campaña. Poco después, la familia regresó a Inglaterra y se trasladó a Watford, donde nació el hermano de Clarke, el guionista T. E. B. Clarke, en 1907.
Desde muy joven, Clarke quiso hacer carrera en las fuerzas armadas. En 1912 asistió a la Charterhouse School, donde conoció las glamurosas fiestas y los elegantes uniformes de la cercana presencia militar de Aldershot, incluido el recién creado Royal Flying Corps.

## Trayectoria

### Primera Guerra Mundial y periodo de entreguerras
Siempre me he sentido un poco orgulloso del hecho de que, cuando Gran Bretaña entró en guerra con Alemania el 4 de agosto de 1914, yo ya llevaba uniforme y armas ... Sólo tenía quince años y medio y no era más que un soldado raso del contingente de Charterhouse del cuerpo de formación de oficiales
Dudley Clarke, memorias inéditas.

Deseoso de entrar en el servicio activo, Clarke solicitó presentarse al examen de ingreso en el ejército en 1915, en cuanto cumplió la edad mínima de dieciséis años y medio. Para su propia sorpresa (había solicitado al director de Charterhouse una recomendación que le permitiera saltarse el examen, ante la expectativa de suspenderlo), lo aprobó y a principios de 1916 ingresó en la Real Academia Militar de Woolwich. En noviembre de 1916, Clarke fue nombrado subteniente de la Real Artillería. Cuando su regimiento se desplegó en Francia, Clarke tuvo que quedarse atrás porque, con 17 años, era demasiado joven para combatir. Frustrado, solicitó el ingreso en el Real Cuerpo Aéreo y en noviembre de 1917 fue trasladado a la Escuela de Aeronáutica Militar de Reading. En abril del año siguiente fue destinado a Egipto para completar su entrenamiento de vuelo, donde permaneció hasta enero de 1919. A pesar de su ascenso al rango de teniente, Clarke fue transferido de nuevo a la Real Artillería a su regreso a Inglaterra.
Tras la guerra, Clarke desarrolló una variada carrera militar que comenzó con un destino en Mesopotamia en 1919. Durante la revuelta iraquí de 1920, ayudó a evacuar a los europeos de la región en barco. Mientras disfrutaba de un permiso prolongado en Turquía en 1922, se vio involucrado en la crisis de Chanak, una amenaza de ataque turco contra las tropas británicas y francesas. Clarke se ofreció voluntario para ayudar a las fuerzas británicas locales y se le encomendó la tarea de suministrar información errónea a los nacionalistas turcos, una primera muestra de las actividades que definirían su posterior carrera militar. En 1925, durante otro periodo de permiso, Clarke cubrió la guerra del Rif para el Morning Post.
Durante el periodo de entreguerras, Clarke se involucró en los establecimientos de teatro y arte dramático de sus destinos. En 1923, volvió a formar el Club Dramático de Oficiales de la Real Artillería y fue responsable de la exhibición de la Real Artillería en el Torneo Real de 1925. En 1933 y 1934 escribió y dirigió dos pantomimas navideñas.
En 1936 fue destinado a Palestina, donde ayudó a organizar la represión británica del levantamiento árabe de 1936.

### Segunda Guerra Mundial
Al estallar la Segunda Guerra Mundial, Clarke fue ascendido a teniente coronel y comenzó a trabajar en tareas de inteligencia. Trabajó con Wavell en Oriente Medio para investigar posibles líneas de suministro aliadas, realizó dos viajes a Noruega (en un esfuerzo por mantener su neutralidad) y llevó a cabo misiones secretas en Calais e Irlanda.
En mayo de 1940, Clarke se convirtió en ayudante militar de Sir John Dill, ya general y Jefe del Estado Mayor, en el Ministerio de Guerra. El 30 de mayo de 1940, inspirado por recuerdos de infancia de fuerzas bóeres similares, así como por experiencias durante el levantamiento árabe en Palestina, Clarke esbozó una idea para pequeños grupos de asalto anfibios, llamados Commandos. El 5 de junio, mientras Dill inspeccionaba las tropas evacuadas de Dunkerque, Clarke le sugirió la idea, y el primer ministro aprobó el plan al día siguiente. Clarke, bajo el mando del brigadier Otto Lunde, se encargó de crear un nuevo departamento, el MO9, y comenzó a reclutar soldados para lo que más tarde se convertirían en los comandos británicos. La primera incursión en Francia, la Operación Collar, tuvo lugar el 24 de junio de 1940. Clarke obtuvo permiso para acompañar a la fuerza de 120 soldados, pero no se le permitió desembarcar. El intento no fue un gran éxito, ya que sólo una de las cuatro unidades consiguió matar a tropas enemigas. Mientras esperaba en la playa el regreso de sus hombres, el barco de Clarke fue avistado al parecer por una patrulla alemana. De alguna manera, Clarke resultó herido en el oído durante, según dijo, un intercambio de disparos. Ernest Chappell, que también estaba en la playa, dijo que la patrulla no había abierto fuego.
En El Cairo, Archibald Wavell, antiguo comandante de Clarke en Palestina, estaba al mando de la campaña del norte de África. Él creía que el engaño era una parte clave de la guerra. El 13 de diciembre convocó a Clarke a Egipto, diciendo al alto mando que deseaba crear «una sección especial de Inteligencia para el Engaño». Mientras esperaba la llegada de Clarke, Wavell inició un exitoso engaño contra las fuerzas italianas en Sidi Barrani[14]. Clarke llegó a El Cairo el 18 de diciembre, para ser recibido por Tony Simonds, otro veterano de Palestina. Wavell puso a Clarke al mando, aunque con gran secretismo, de las amplias operaciones de engaño estratégico en el norte de África. Ocupó este cargo, bajo las órdenes de los siguientes comandantes mediterráneos, durante los cinco años siguientes.
A su llegada a El Cairo, Clarke empezó a crear una red de contactos útiles. Entabló amistad con el teniente coronel Raymund Maunsell, que dirigía Security Intelligence Middle East (SIME), la agencia encargada del contraespionaje en la región. El primer engaño de Clarke fue un plan para inducir a las fuerzas italianas a esperar una invasión de la Somalilandia italiana en lugar de Eritrea, el verdadero objetivo de los Aliados. La Operación Camilla engañó por completo a los dirigentes italianos, pero en lugar de desviar las tropas como esperaban los británicos, éstas retiraron sus fuerzas a Eritrea. De este fracaso Clarke aprendió una primera lección, que enseñaría a muchos otros oficiales de engaño durante la guerra: que la clave del engaño no era hacer que tu enemigo pensara lo que tú deseabas, sino conseguir que hiciera lo que tú querías. 
Clarke no había olvidado su anterior plan favorito: los comandos. En enero de 1941 se reunió con el coronel estadounidense William J. Donovan mientras éste recorría la región. La descripción que Clarke hizo de la unidad británica de 1940 inspiró a Donovan para emular la idea. Clarke sugirió para la unidad de Donovan el nombre de «Rangers», inspirado en la fuerza fronteriza de los Rangers de Rogers en la película Northwest Passage. En mayo del año siguiente se fundaron los Rangers del Ejército de Estados Unidos.
En febrero, Clarke sufrió un ataque de ictericia que le dejó fuera de combate durante unas seis semanas. Recibió visitas periódicas de Maunsell, que para entonces era un firme amigo.
A lo largo de 1942 Clarke implementó la Operación Cascada, un engaño de orden de batalla que añadió muchas unidades ficticias a las formaciones aliadas. Cascade fue un éxito; al final de la guerra el enemigo había aceptado la mayoría de las formaciones como reales. De 1942 a 1945, Clarke siguió organizando el engaño en el norte de África y el sur de Europa. Después de la guerra, se le pidió que registrara la historia de la Fuerza "A". Se retiró en 1947 y vivió el resto de su vida en una relativa oscuridad. Además de su carrera literaria, de la que salieron dos historias y una novela de suspense, trabajó para el Partido Conservador y fue director de Securicor. Murió en Londres en 1974.

## Libros
- Seven Assignments. Clarke, Dudley. J. Cape(1948)
- The Eleventh at War: Being the Story of the XIth Hussars (Prince Albert's Own) Through the Years 1934–1945. Clarke, Dudley. M. Joseph(1952)
- Golden Arrow. Clarke, Dudley (1955)